# Bistum Rochester
Das Bistum Rochester (lateinisch Dioecesis Roffensis, englisch Diocese of Rochester) ist eine in den Vereinigten Staaten gelegene römisch-katholische Diözese mit Sitz in Rochester, New York.

## Geschichte
Das Bistum Rochester wurde am 3. März 1868 durch Papst Pius IX. aus Gebietsabtretungen des Bistums Buffalo errichtet und dem Erzbistum New York als Suffraganbistum unterstellt. 1896 wurden dem Bistum Rochester Teile des Gebietes des Bistums Buffalo angegliedert.

## Territorium
Das Bistum Rochester umfasst die im Bundesstaat New York gelegenen Gebiete Cayuga County, Chemung County, Livingston County, Monroe County, Ontario County, Schuyler County, Seneca County, Steuben County, Tioga County, Tompkins County, Wayne County und Yates County.

## Bischöfe von Rochester
- Bernard John Joseph McQuaid, 1868–1909
- Thomas Francis Hickey, 1909–1928
- John Francis O’Hern, 1929–1933
- Edward Aloysius Mooney, 1933–1937, dann Erzbischof von Detroit
- James Edward Kearney, 1937–1966
- Fulton John Sheen, 1966–1969
- Joseph Lloyd Hogan, 1969–1978
- Matthew Harvey Clark, 1979–2012
- Salvatore Ronald Matano, seit 2013